# Michał Piotr Boym
Compléments
Boym est l'auteur du premier traité de sciences naturelles chinoises
Michał Piotr Boym, né en 1612 à Lwów (Pologne-Lituanie) et décédé le 22 août 1659 dans la province de Guangxi (Chine), est un prêtre jésuite polonais, missionnaire, écrivain et explorateur en Chine. Considéré comme l'un des premiers sinologues occidentaux, il explore la Chine continentale et rapporte de nombreux travaux sur la faune, la flore, la géographie et la médecine chinoise.

## Biographie

### Formation et missionnaire
Fils d'un docteur à la cour du roi Sigismond III de Pologne, Boym entre chez les Jésuites le 16 août 1631, il est ordonné prêtre en 1641, probablement à Cracovie. Volontaire pour les missions d'Extrême-Orient il se trouve à Lisbonne après son Troisième An, d'où il embarque avec 14 compagnons le 13 mars 1643.
Ses premières expériences missionnaires se passent au Tonkin (aujourd'hui le Viêt Nam septentrional), sur l'île de Hainan et à Macao. Il arrive en Chine en 1646. En 1650, le père Álvaro Semedo, vice-provincial des Jésuites de Chine, l’envoie résider, avec Wolfgang Andreas Koffler, à la cour du dernier empereur de la dynastie Ming - réfugié à Canton après la prise de Pékin par les Mandchous - dont l'épouse Hélène et plusieurs courtisans ont reçu le baptême.

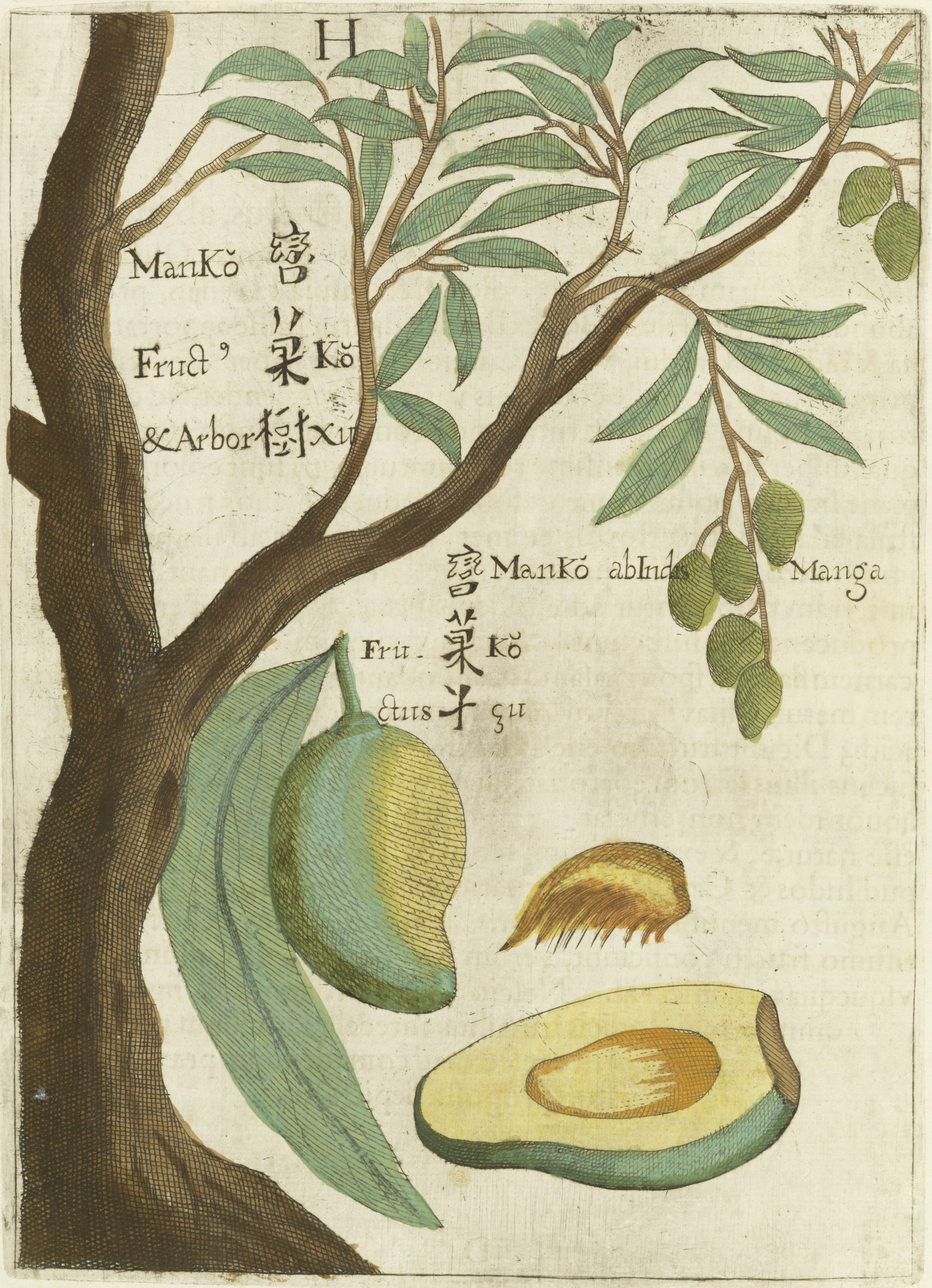
Dans Flora sinensis illustration de la mangue et du manguier

### Mission diplomatique
L'empereur demande à Boym de se rendre à Rome pour obtenir du pape et du Supérieur général des Jésuites, aide et soutien contre les Mandchous qui étaient sur le point d'achever le renversement des Ming.
Boym quitte Macao le 1er janvier 1651. Arrivé à Goa en mai il voyage par la voie terrestre et traverse la Perse et la Turquie pour arriver à Venise et Loreto. Apprenant que le Supérieur Général Goswin Nickel n'approuve pas sa démarche qu’il juge politique, Boym lui envoie un rapport pour expliquer l'importance de la demande de l'empereur. Il demeure trois ans à Rome. Il en reçoit finalement, des lettres du pape Alexandre VII pour l'Empereur de Chine.

## Retour en Orient
Boym embarque à Lisbonne en 1656 avec huit compagnons, et arrive au Siam (actuelle Thaïlande) en 1658. Il y est informé que les autorités de Macao, craignant des représailles dans le cas où le nouveau régime mandchou de Pékin aurait connaissance du voyage entrepris en Europe, ne souhaitent pas le laisser entrer dans la ville. Aussi, Boym va-t-il au Tonkin, espérant par là atteindre Guangxi. La frontière est cependant sévèrement surveillée par les Mandchous. L’autorisation d’entrer au Tonkin lui est refusée.
Bloqué à la frontière sino-tonkinoise et épuisé par ses voyages Michel Boym meurt le 22 août 1659. Il a 47 ans.

## Œuvres
- Les travaux de Boym incluent une traduction du texte se trouvant sur la stèle nestorienne découverte dans Sian (Xi'an) en 1625, qui témoigne de la présence du christianisme nestorien dans la Chine du VIIIe siècle. Cette traduction est publiée dans le China illustrata d’Athanasius Kircher avec lequel il collabora lors de son séjour à Rome.
- Flora Sinensis (Vienne, 1656), l’œuvre la plus connue de Boym, est un traité descriptif de la faune et flore de Chine. Il comprend de nombreuses illustrations faites par lui-même, et souligne déjà les propriétés médicinales de certaines plantes chinoises. En Europe, c’est un des premiers traités de science naturelle concernant la Chine. Il est la source principale d’information sur la faune et flore chinoise pour le China illustrata (1667) de Kircher[1].
- Breve Relazione della China e della memorabile Conversione di Personi Regali (Rome, 1652) est un rapport écrit en latin pour le Saint-Siège, sur les conversions dans la cour de la dynastie Ming du Sud. Il connait trois éditions allemandes (1653) et une autre française : Briefve de la conversion remarquable des personnes royales (Paris 1654).
- Abrégé de la carte de la Chine (París, 1670). Les cartes de Boym sont les premières, en Europe, à représenter la Corée comme péninsule et non pas comme île.
- Specimen Medicinae Sinicae (Francfort, 1682) est un ouvrage posthume publié par Clayer sans nom d’auteur. Des recherches récentes ont prouvé que Boym en était bien l’auteur.
- Clavis medica ad chinarum doctrinam de pulsibus (1682) décrit plus de deux mille médicaments chinois inconnus en Europe, et fait valoir l'acupuncture chinoise et sa moxibustion. Il introduit certaines méthodes de traitement et de diagnostic pratiquées en Chine, en particulier le contrôle du pouls, comme certains des principaux aspects de la médecine chinoise. Ce livre est beaucoup plus qu'une simple réimpression du précédent. Œuvre posthume le traité fut probablement publié par le médecin néerlandais Willem ten Rhijne.
- D’autres documents, cartes, manuscrits, relations de voyages, lettres sont conservés à Londres, Paris ou à la bibliothèque du Vatican.